# Вопросы и ответы
«Вопросы и ответы» составляют особый отдел апокрифической литературы, чрезвычайно популярный на Руси из-за того, что они отвечали на множество интересовавших людей вопросов, решения которым нельзя было найти в Святом Писании. Сочинения такого рода написаны в форме разговора двух или трёх лиц. Обыкновенно их авторство приписывалось кому-нибудь из церковных писателей, а в особенности святому Иоанну Златоусту; это ещё более повышало их ценность в глазах народа, любившего их ещё и потому, что ответы было легко запомнить.

## Тексты «вопросов и ответов»
- «Вопросы и ответы, из колика частей сотворен бысть Адам» («От скольких частей создан был Адам»)

Предполагается, что это сочинение написал сын основателя богомильства — поп Иеремия. В этом апокрифе решается вопрос о сотворении человека в богомильском смысле, а именно говорится, что только душа от св. Духа, остальное же взяло свое начало не прямо от Бога, а от разных земных предметов и от ангелов. Собственно говоря, здесь только один вопрос и один ответ, но с течением времени подобного рода диалоги стали распространяться, апокриф принял форму сборника загадок и их решений, причём каждый переписывал только то, что ему нравилось.
- «Варфоломеевы вопросы Иисусу Христу и Богородице»

«Варфоломеевы вопросы», то есть вопросы апостола Варфоломея Иисусу Христу и Богородице, касающиеся таинства воплощения и воскресения Спасителя; они стоят в стороне от других и по своему содержанию, касающемуся только двух специальных вопросов, и потому, что здесь не фигурирует св. Иоанн.
- «Вопросы Иоанна Богослова Господу на горе Фаворской»

Главным действующим лицом является святой Иоанн, который осведомляется о знамениях кончины мира и появлении антихриста, а также о том, как произойдёт сама кончина (конец света) и страшный суд.
- «Вопросы Иоанна Богослова Аврааму» («Вопросы Аврааму»)

Вопросы святого Иоанна об участи душ праведников Ветхого и Нового Заветов (ветхозаветные и новозаветные праведники).
- «Вопросы князя Антиоха и ответы св. Афанасия Александрийского»

Своеобразная энциклопедия потаённых сторон загробной жизни.
Гораздо более обширны по своему содержанию следующие «вопросы и ответы»:
- «Иерусалимская беседа» или «Беседа града Иерусалима»;
- «Вопросы» или «Беседа трёх святителей»;
- «Голубиная книга» — принадлежит уже не к чистым апокрифам, а составляет духовный стих, созданный на основании двух последних апокрифов.

Отдельно стоит:
- «Беседа премудрого и чадолюбивого отца с сыном».

Отец дает сыну наставления, касающиеся злых и сварливых жен, и скрепляет рассказами, заимствованными из Библии и Евангелия, из Макробия и Соломоновых судов. Возможно, что беседа составляет русскую обработку какого-нибудь западноевропейского произведения, появившегося под влиянием повести о семи мудрецах.

## История жанра
Эллинистические авторы составляли толкования на Гомера и Гесиода в жанре «вопросы и ответы» (ἀπορίαι κα λύσεις). Первым использовал этот жанр для толкования библейских текстов еврейский историк и экзегет эпохи эллинизма Деметрий Хронограф. После него в применении к библейским текстам этот жанр развил Филон Александрийский.